# Eiffel (linguaggio di programmazione)
Eiffel è un linguaggio di programmazione object-oriented che enfatizza la scrittura di programmi robusti. Fu uno dei primi linguaggi a oggetti compilati e pensati per l'utilizzo industriale. La sua sintassi ricorda quella di ALGOL, Pascal e Ada. Eiffel ha una tipizzazione forte statica, e una gestione automatica e affidabile della memoria (tipicamente implementata tramite garbage collection).

## Descrizione
Il linguaggio è nato nel 1985 e ha avuto applicazioni nell'industria del software, pur non riuscendo a raggiungere il livello di diffusione di altri linguaggi object-oriented compilati (per esempio C++). In virtù delle sue rinomate proprietà di purezza concettuale (ovvero di aderenza al paradigma object-oriented classico), non raramente veniva usato nelle università a scopo didattico; oggi anche in questo ruolo è stato in molti casi soppiantato da Java.
Si differenzia dalla maggior parte dei linguaggi per avere un'implementazione nativa del design by contract. Altre caratteristiche sono:
- Ereditarietà multipla.
- Sistema di tipi in grado di gestire sia la semantica di valore che la semantica di riferimento.
- Classi generiche, cioè parametrizzate da altre classi.
- Orientamento agli oggetti puro. Per esempio, è possibile creare sottoclassi anche della classe INTEGER.
- Overloading degli operatori (ma non dei metodi).

## Programma di esempio
Il seguente esempio è un'implementazione di Hello, world!, il programma che stampa il testo "Hello World".
```
   
class
 
HELLO_WORLD

   
create

       
make

   
feature

       
make
 
is

       
do

           
Io
.
put_string
(
"Hello World%N"
)

       
end

   
end

```